# دث 'ان' رول
دث 'ان' رول (انگلیسی: Death 'n' roll) (تکواژ چندوجهی دث متال و راک اند رول) زیرمجموعه ای از موسیقی دث متال است که عناصر الهام گرفته از هارد راک را در صدای کلی ترکیب می‌کند.